# نشان ملی اسلواکی
نشان ملی جمهوری اسلواکی 
(به اسلواکی: Štátny znak Slovenska) در سال ۱۹۱۹ میلادی طراحی شد و حتی مدتی مورد استفاده این کشور قرار گرفت اما پس از تشکیل جمهوری سوسیالیستی چکسلواکی این نشان کنار گذاشته شد تا پس از استقلال از چکسلواکی در سال ۱۹۹۳ میلادی دوباره به عنوان نشان این کشور برگزیده شود در مورد نشان دوصلیبه تفاسیر متفاوتی وجود دارد یکی از آن‌ها اشاره به دو مسیونر امپراتوری روم شرقی به نام‌های سنت کیرلس و سنت متودیوس دارد که برای تبلیغ به این نواحی آمده و از این نشان برای خود استفاده می‌کردند و در نهایت مردم این سامان را به آیین مسیحیت گروانده‌اند از طرفی این نشان امپراتوری روم شرقی در قرن نهم نیز بوده که کاتبان و مبلغان مسیحیت از آن استفاده می‌کرده‌اند عده ای می‌گویند خط اول نشان قدرت سکولار و خط دوم نشانگر قدرت دینی این امپراتوری به صورت همزمان بوده‌است و عده ای معتقدند که خط اول نشان مرگ و خط دوم نشان رستاخیز عیسی مسیح بوده‌است اما چیز مشخصی نمی‌توان برایش گفت و سه کوه هم نمادهای کوه‌های تاترا ، فاترا و ماترا می‌باشد  که به نوعی نمادهای این کشور نیز هستند و از نشان رسمی مجارستان اقتباس شده‌است

## نگارخانه

نشان رسمی جمهوری سوسیالیستی اسلواکی (۱۹۶۰-۱۹۹۰)